# Tricimba nigriseta
Tricimba nigriseta är en tvåvingeart som beskrevs av Ismay 1993. Tricimba nigriseta ingår i släktet Tricimba och familjen fritflugor. Inga underarter finns listade i Catalogue of Life.